# 국군청평병원
국군청평병원(國軍淸平病院)은 국군의무사령부 소속의 국군병원으로 경기도 가평군 청평면 청평중앙로72번길 17에 위치하고 있다.

## 병원 이전
2013년까지 국군중앙의료원으로 개편될 예정이었다. 경기도 구리시 인창동으로 2015년까지 이전할 예정이었다가 미뤄져 최종 2017년 10월에 이전을 완료 후 운영을 시작했으며 국군구리병원으로 명칭이 변경되었다.

## 진료 과목
- 내과
- 신경과
- 정신건강의학과
- 외과
- 정형외과
- 신경외과
- 흉부외과
- 마취통증의학과
- 안과
- 이비인후과
- 피부과
- 비뇨기과
- 영상의학과
- 가정의학과
- 응급의학과
- 구강악안면외과
- 치과보철과
- 치주과

## 사건 및 사고
- 2016년 6월: 목디스크 치료를 위해 내원한 군인에게 수술용 조영제 대신 실수로 소독용 에탄올을 주사하여 왼팔을 마비시킨 의료사고가 있었다.[5]